# Манихики
Манихики (англ. Manihiki) — атолл в Тихом океане, в составе Северной группы островов Кука.

## География
Атолл Манихики расположен в южной части Тихого океана. Ближайшим островом является расположенный в 43 км на северо-запад атолл Ракаханга. Манихики представляет собой по группу из 40 крошечных коралловых островов (моту), окружающих глубокую замкнутую лагуну диаметром примерно 4 километра. Манихики, как и его ближайший сосед, остров Ракаханга, представляют собой вершину подводной горы, поднимающейся со дна океана на высоту 4000 метров. Наибольшим моту атолла является Нгаке, который образует северо-восточную часть атолла. Общая площадь суши острова составляет 5,4 км². Как и большинство атоллов, Манихики абсолютно плоский остров, возвышающийся лишь на насколько метров над поверхностью океана (наивысшая точка — 4 метра).
1 ноября 1997 года атолл сильно пострадал от урагана Мартин (400 человек были эвакуированы на Раротонгу, 19 погибли).

## История
Считается, что полинезийцы стали селиться здесь примерно с 1500 года нашей эры. Манихики издавна служил дополнительным продовольственным складом для жителей острова Ракаханга. Когда естественные источники пищи на Ракаханге истощались, всё население этого острова совершало путешествие длиной в 42 километра и переселялось на Манихики, где жили, пока ресурсы на их родном острове не восстановятся. Переселение было крайне трудозатратно и нередко становилось причиной многочисленных человеческих жертв.
Европейцы узнали об острове в 1822 году, когда здесь побывал американский корабль «Good Hope». Его командир, капитан Паркинсон, назвал остров Хамфри Айлэнд (англ. Humphrey Island). В 1852 году по настоянию миссионеров переселения на Ракахангу были прекращены, население было поделено пополам и расселено на обоих островах.

## Население
Население острова живёт в двух деревнях: Таухуну и Тукао. Деревня Таухуну больше по населению и расположена на одноименном моту в западной части атолла. Тукао расположена в северной части моту Нгаке. По переписи 2011 года, из-за экономического кризиса и иммиграции в Новую Зеландию и Австралию, население острова сократилось до 238 человек. Большинство островитян владеет двумя языками: местным языком ракаханга-манихики и английским.

## Экономика
Основным источником жизни для населения является выращивание в лагуне атолла моллюсков вида лат. Pinctada Margaritifera, в раковинах которых образуется чёрный жемчуг (из-за чего остров иногда называют Остров жемчуга — англ. Island of Pearls). На выращивание одной жемчужины уходит от 18 до 24 месяцев. Практически все жители вовлечены в эту индустрию. Чёрный жемчуг высоко ценится на мировом рынке, и этот бизнес приносит значительный доход. По данным Министерства морских ресурсов, в 2000 году в лагуне Манихики насчитывалось 1,5 млн вышеупомянутых моллюсков. Ежегодный урожай составляет около 250 000 жемчужин. Острова Кука и Французская Полинезия являются единственными поставщиками этого редкого украшения на мировой рынок.
Добыча чёрного жемчуга является второй по значимости после туризма отраслью хозяйства Островов Кука.